# NGC 6219
NGC 6219 (również PGC 58944) – galaktyka soczewkowata (S0), znajdująca się w gwiazdozbiorze Herkulesa. Odkrył ją Albert Marth 10 czerwca 1863 roku.